# Буссен
Буссен (нем. von Bussen) — дворянский род.
Михель Бус (1671—1750), асессор земского суда Перновского дистрикта в Лифляндии, отставной капитан шведской службы, жалован 30.11.1719 дипломом на шляхетство герцогства Лифляндского с прозванием «фон Буссен» (по прошению от 09.03.1719 и указу от 19.03.1719).

## Описание герба
Щит поделен вертикально. В правой серебряной части горизонтальная чёрная полоса, на ней три золотые шестиконечные звезды. В левой зелёной части золотой аист вправо с красным клювом и глазами.
Щит увенчан дворянским шлемом. Нашлемник — два орлиных крыла: правое золотое и чёрное, левое чёрное и золотое. Между ними золотая шестиконечная звезда. Намёт: чёрный, подложен золотом. Герб фон Буссенов внесен в Часть 20 Сборника дипломных гербов Российского Дворянства, невнесенных в Общий Гербовник, стр. 6.